# La Jagua del Pilar (kommun)
La Jagua del Pilar är en kommun i Colombia.   Den ligger i departementet La Guajira, i den norra delen av landet, 700 km norr om huvudstaden Bogotá. Antalet invånare är 2 721.